# パブロ・ベンゴエチェア
パブロ・ベンゴエチェア（Pablo Bengoechea, 1965年2月27日 - ）は、ウルグアイ・リベラ出身の元同国代表サッカー選手、サッカー指導者。ポジションはミッドフィールダー。

## 経歴
出身地リベラのCAオリエンタルでサッカー選手としてデビューし、1985年からモンテビデオ・ワンダラーズFCに移籍。その後、スペイン、アルゼンチンのクラブを経て1993年から母国のCAペニャロールで10年間プレーした。
ウルグアイ代表としては、1987年から1998年までに43試合に出場（6得点）。1990年のワールドカップ・イタリア大会ではベルギー戦の後半途中からの出場1試合のみだったが、その試合でチーム唯一の1得点を挙げた（結果は1-3で敗戦）。
また、コパ・アメリカでは1987年と1995年の2回優勝したが、どちらの大会でも決勝戦で貴重なゴールを決めている。1987年大会では1-0の決勝ゴール、1995年大会では0-1の劣勢から同点に追いつく直接FKを決め、優勝に貢献した。
エンツォ・フランチェスコリが一旦代表を引退した1996年には、代表チームの主将と背番号10を受け継ぎ、ワールドカップ・フランス大会・南米予選で中心選手として活躍していたが（その後フランチェスコリは予選途中で代表復帰）、チームは予選敗退したため2回目のワールドカップ出場はできなかった。
現役引退後は指導者となり、2014年にはペルー代表の監督を務めた。

## タイトル
ウルグアイ代表
- コパ・アメリカ 1987, 1995